# Zombie Army 4: Dead War
Zombie Army 4: Dead War è un videogioco sparatutto in terza persona sviluppato e pubblicato da Rebellion Developments. Si tratta del sequel di Zombie Army Trilogy, pubblicato nel 2015 e spin-off della serie Sniper Elite. Il gioco è stato pubblicato per PlayStation 4, Xbox One, Microsoft Windows il 4 febbraio 2020; in seguito è stato reso disponibile per Google Stadia il 1º maggio 2020 e per Nintendo Switch il 26 aprile 2022. Il 5 maggio 2022 è stata pubblicata l'espansione Ragnarok. Quest'ultima è la prosecuzione della storia principale con il giocatore che ha un'ultima missione: scendere all'inferno e fermare una volta per tutte il culto infernale creato da Hitler.

## Trama
La campagna si sviluppa nel 1946, un anno dopo Zombie Army Trilogy. Hitler è stato spedito all'inferno ma, non è ancora stato sconfitto. Il dittatore, infatti, ha sfruttato le sue conoscenze dell'occulto per riportare in vita un esercito di non morti. L'armata zombie è riuscita ad invadere tutta l'Europa e si appresta ad impadronirsi anche dell'Italia. A questo punto, il giocatore entra in scena nei panni di un membro della resistenza. Karl Fairburne, storico tiratore scelto della serie Sniper Elite, fa parte di una squadra che vuole porre fine all'avanzata nazista. Questo conflitto armato venne ribattezzato la "Guerra dei Morti". La storia parte da Milano e vede il giocatore attraversare gran parte della penisola per fermare il culto zombie. Il teatro della battaglia, successivamente, si sposta a Venezia, in Croazia, a Napoli, in Sardegna e infine a Roma. Dopo aver recuperato una reliquia, il giocatore si dirige a Roma che sarà la sede dello scontro finale con Hitler. La battaglia inizia con la distruzione di una macchina infernale, creata da Hitler, e termina con la sconfitta del Führer. Gli ultimi zombie vengono uccisi dalla resistenza e la fine della "Guerra dei Morti" è sempre più vicina.

## Modalità di gioco
Il videogioco presenta due modalità principali: la campagna e il multigiocatore.

### Campagna
La campagna può essere giocata in singolo oppure fino a un massimo di 4 giocatori . È composta da 9 missioni, che a loro volta sono formate da quattro capitoli ciascuno. Il giocatore ha a disposizione un fucile di precisione, un mitra o un fucile a pompa e una pistola. Ogni capitolo finisce con il raggiungimento di un rifugio, dove il giocatore può usare il banco da lavoro per migliorare le proprie armi o rifornirsi di munizioni e kit medici. Sono presenti tre indicatori principali da usare contro gli zombie:
- L'indicatore a sinistra si ricarica col tempo e serve per realizzare un attacco in mischia che elimina i nemici vicini.
- L'indicatore centrale è disponibile dopo 10 uccisioni e differisce in base all'arma utilizzata; Il fucile di precisione permette di infliggere danni aumentati con capacità di perforazione maggiore, il mitra o la doppietta permettono di eliminare il rinculo, la pistola consente di marcare i nemici e effettuare notevoli colpi alla testa.
- L'indicatore a destra è disponibile anche questo dopo 10 uccisioni. Quest'ultimo permette di eseguire un attacco corpo a corpo che fa guadagnare salute e munizioni.

Oltre a questi indicatori, è possibile scegliere 5 abilità extra che si dividono in 3 categorie: attacco, difesa e generali. Le prime due servono a potenziare i danni inflitti e la salute del soldato, mentre l'ultima può servire ad aumentare la durata delle combo o la capacità massima di munizioni delle armi. Ogni singola abilità può essere potenziata da bronzo ad argento e a oro. Un'abilità potenziata eredita i vantaggi della categoria precedente. Le armi del giocatore, inoltre, possono essere potenziate anche nel corso della stessa missione. All'interno della mappa, infatti, sono presenti degli accessori che migliorano le armi del gioco per un tempo limitato. Questi accessori possono infliggere danni elementali ai nemici. I danni da fuoco, per esempio, possono bruciare e diffondersi a più nemici, i danni elettrici possono stordire gli zombie e, infine, i danni divini raddoppiano la potenza di ogni colpo. La campagna di Zombie Army 4: Dead War è arricchita anche dalla presenza di alcune trappole che possono essere usate a vantaggio del giocatore. Esistono diverse tipologie di trappole che ricalcano gli effetti elementali degli accessori montati sull'arma.

### Multigiocatore
La modalità multigiocatore può essere giocata da un massimo di quattro giocatori in collaborazione online. L'obiettivo è di sopravvivere a una serie di ondate di morti viventi che diventeranno sempre più numerose e resistenti. Le mappe di questa modalità orda riprendono alcuni scorci delle località visitate durante la campagna e si ampliano con il passare delle ondate. A differenza della campagna in singolo, l'arma iniziale è predefinita: ogni giocatore parte con una pistola e può rafforzare il proprio arsenale con l'arrivo di rifornimenti da campo. All'ondata 13, sarà possibile terminare la partita perché si aprirà un'uscita all'interno della mappa.

## Meccaniche di gioco
La meccanica più importante di Zombie Army 4: Dead War è la "X Ray Kill Cam" che continua a essere un carattere distintivo della serie. La "X Ray Kill Cam", come nei capitoli precedenti, si attiva quando il giocatore mette a segno un colpo vigoroso con il fucile di precisione. La visuale, a rallentatore, mostra la traiettoria del proiettile che penetra negli organi dello zombie e infligge un danno letale. Altra caratteristica del videogioco è la possibilità di trattenere il respiro per colpire con precisione gli zombie ed effettuare dei colpi alla testa. I proiettili, inoltre, possono rimbalzare sulle superfici e sono influenzati dal vento che può modificarne la traiettoria.

## Sviluppo
Il gioco è stato annunciato da Rebellion Developments durante l'E3 tenutosi nel giugno 2019. L'azienda britannica ha successivamente confermato l'uscita ufficiale del gioco per il 4 febbraio 2020 per Playstation 4, Xbox One e PC. Il pre-ordine del gioco, inoltre, consentiva ai videogiocatori di ricevere l'Undead Airman Character Pack gratuito, con un nuovo personaggio giocabile: Hector, uno zombie britannico. Zombie Army 4: Dead War presenta anche una versione deluxe e super-deluxe.

## Accoglienza
| Testata                          | Versione | Giudizio |
| -------------------------------- | -------- | -------- |
| Metacritic (media al 04-05-2023) | PS4      | 72/100   |
| Metacritic (media al 04-05-2023) | XONE     | 77/100   |
| Metacritic (media al 04-05-2023) | PC       | 74/100   |
| Metacritic (media al 04-05-2023) | NS       | 80/100   |
| Everyeye.it                      | PS4      | 7.5/10   |
| Multiplayer.it                   | PS4      | 8/10     |
| iCrewPlay                        | -        | 8/10     |
| The Guardian                     | PS4      | 4/5      |
| GamesRadar+                      | -        | 3.5/5    |
| PC Gamer                         | PC       | 70/100   |

Zombie Army 4: Dead War ha ricevuto recensioni positive dalla principali testate di critica videoludica.
Matteo Mangoni di Everyeye.it ha dato 7.5/10 al gioco, affermando che il videogioco è più piacevole se giocato in cooperativa insieme agli amici. La possibilità di giocare in compagnia, infatti, esalta i punti di forza del gioco e colma le lacune che si possono incontrare in solitaria. D'altro canto, uno dei problemi maggiori è la ripetitività degli scontri e delle azioni.
Tommaso Pugliese di Multiplayer.it valuta 8/10 il gioco, esaltando le novità dal punto di vista del gameplay e la presenza di nuove tipologie di nemici. La recensione nota anche un notevole miglioramento nei combattimenti a breve distanza rispetto agli scorsi capitoli e apprezza il comparto sonoro che rispecchia appieno le atmosfere all'interno del gioco. Tuttavia, le interazioni con gli oggetti e le animazioni del personaggio vengono considerate troppo macchinose.
Diego Savio Branciforti di iCrewPlay assegna un voto di 8/10 al videogioco, mettendo in risalto la grafica ricca di dettagli e i modelli degli zombie, che sono ritenuti ben diversificati. Altro punto di forza è la presenza della modalità Orda che rende l'esperienza videoludica più interessante. Per quanto riguarda i difetti, il valutatore afferma che la trama è troppo uniforme e ritiene che potesse essere sfruttata in maniera diversa. Multiplayer.it e iCrewPlay concordano sulla presenza di alcune problematiche a livello tecnico per l'interazione con gli oggetti di gioco.
The Guardian assegna 4 stelle su 5 al gioco e afferma che Zombie Army 4: Dead War può essere apprezzato soprattutto in compagnia. 
GamesRadar+ ha dato 3 stelle e mezzo al gioco, premiando la varietà di potenziamenti che si possono applicare alle varie armi. Queste ultime possono essere potenziate in base allo stile di gioco adottato dal giocatore. La testata britannica concorda con le problematiche a livello di interazione con gli oggetti e concepisce Zombie Army 4: Dead War come un gioco adatto ai fan di Left 4 Dead.
PC Gamer premia il gioco con un voto di 70/100, elogiando la presenza dell' "X Ray Kill Cam", che rende le uccisioni ancora più soddisfacenti e appaganti.